# Haplusia stricta
Haplusia stricta är en tvåvingeart som beskrevs av Fedotova och Vasily S. Sidorenko 2005. Haplusia stricta ingår i släktet Haplusia och familjen gallmyggor. Inga underarter finns listade i Catalogue of Life.